# سمانتا جانسون
سمانتا جانسون (انگلیسی: Samantha Johnson؛ زادهٔ ۱۰ ژوئن ۱۹۹۱) بازیکن فوتبال اهل ایالات متحده آمریکا است.
از باشگاه‌هایی که در آن بازی کرده‌است می‌توان به شیکاگو رد استارز اشاره کرد.
وی همچنین در تیم ملی فوتبال United States U17 بازی کرده‌است.

## حضور در مراسم قرعه کشی جام جهانی و فیفا د بست
وی در مراسم قرعه کشی جام جهانی ۲۰۲۲ قطر و همچنین در مراسم فیفا دبست که لیونل مسی به عنوان برنده آن انتخاب شد به عنوان مجری حضور داشت.